# J.D. Vance
James David Vance (ursprungligen James Donald Bowman; känd som J.D. Vance), född 2 augusti 1984, är en amerikansk republikansk politiker, jurist, författare och veteran inom Marinkåren som sedan den 20 januari 2025 har varit USA:s vicepresident. Dessförinnan representerade han Ohio i USA:s senat från 2023 till 2025.
Efter high school gick Vance med i Marinkåren, där han tjänstgjorde som militärjournalist från 2003 till 2007 och deltog i Irakkriget i en icke-stridande roll som korrespondent under sex månader år 2005. Han tog kandidatexamen vid Ohio State University 2009 och juristexamen vid Yale Law School 2013. Han arbetade en kort tid som företagsjurist innan han påbörjade en karriär inom teknikindustrin som riskkapitalist. Hans memoar, Hillbilly Elegy, publicerades 2016 och filmatiserades 2020.
Vance vann senatsvalet i Ohio 2022 genom att besegra den demokratiska kandidaten Tim Ryan. Efter att inledningsvis ha motsatt sig Donald Trumps kandidatur i presidentvalet 2016 blev Vance ändå en övertygad anhängare av Trump under hans första presidentskap.
I juli 2024 valde Trump Vance som sin vicepresidentkandidat och de besegrade tillsammans sina motkandidater Kamala Harris och Tim Walz i presidentvalet samma år. 
Vance tjänstgjorde som Ohios senator fram till sin avgång i samband med att han tillträdde som USA:s vicepresident i januari 2025.
Vance har framställts som en förespråkare av nationalkonservatism och högerpopulism, samtidigt som han beskriver sig själv som en del av den liberala högern. Hans politiska ståndpunkter innefattar bland annat stöd för rätten att bära vapen samt motstånd till abort, samkönade äktenskap och amerikanskt militärt stöd till Ukraina.

## Biografi

### Barndom och uppväxt
Vance föddes som James Donald Bowman den 2 augusti 1984 i Middletown, Ohio. Hans föräldrar var Beverly Carol (född Vance) och Donald Ray Bowman, som skilde sig när han var ett litet barn. Efter att Bowman adopterades av sin mors tredje make, Bob Hamel, ändrade hans mor namnet till James David Hamel. Hon gjorde detta i syfte att ta bort faderns för- och efternamn samt för att bevara en farbrors namn, David, så att Vance kunde behålla initialerna J.D. Han har skotsk-irländsk härkomst.

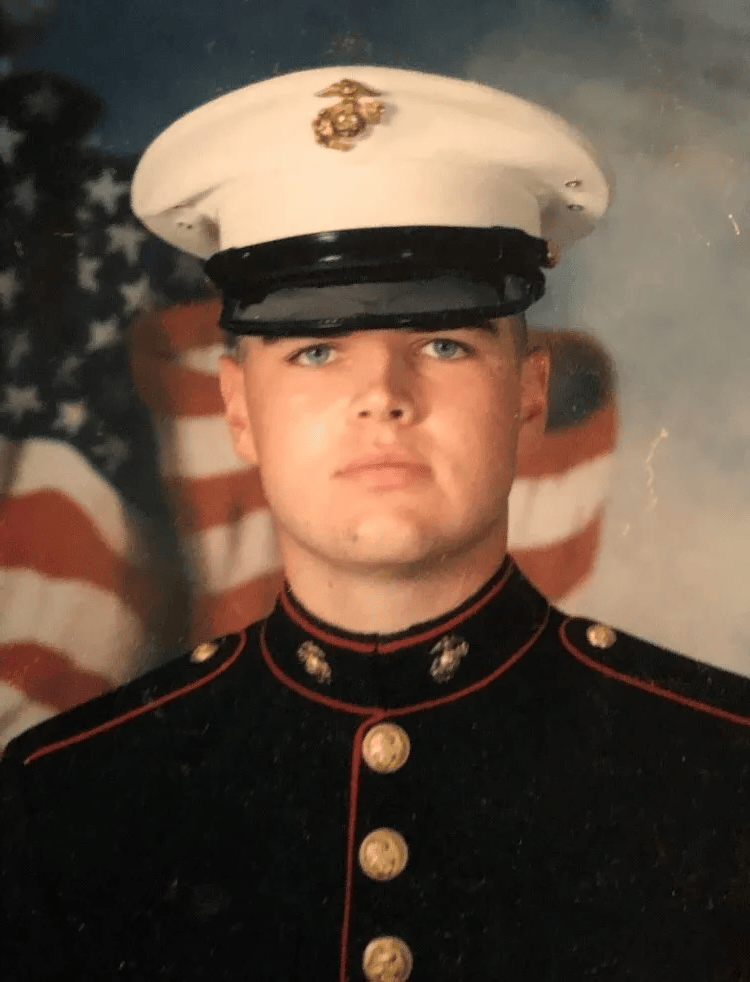
Vance (då Hamel) i USA:s marinkår, 2003

Vance har skrivit att hans barndom präglades av fattigdom och övergrepp, och att hans mamma kämpade med drogmissbruk. Han och hans syster, Lindsey, uppfostrades främst av sina morföräldrar, James och Bonnie Vance (född Blanton), som de kallade "Papaw" och "Mamaw".
Vid 17 års ålder påbörjade Vance sitt första jobb som kassör på en närliggande mataffär. Efter att ha tagit examen från Middletown High School 2003 gick Vance med i Marinkåren, där han tjänstgjorde som militärjournalist. Som del i sin fyraåriga tjänstgöring blev han skickad till Irakkriget under sex månader år 2005 i en icke-stridande roll, där han skrev artiklar och tog fotografier. Han uppnådde graden korpral och tilldelades bland annat Marine Corps Good Conduct Medal och Navy and Marine Corps Achievement Medal.
Med hjälp av lagen G.I. Bill studerade Vance vid Ohio State University från september 2007 till augusti 2009, och tog examen som filosofie kandidat i statsvetenskap och filosofi. Vance fortsatte sedan till Yale Law School,  där han utbildade sig till jurist. Han blev nära vän med Jamil Jivani, som senare blev hans medförfattare.
År 2013 träffade Vance Usha Chilukuri medan de båda var studenter vid Yale Law School. År 2014 gifte de sig i Kentucky, i en interreligiös äktenskapsceremoni, eftersom hon är hindu och han är kristen. Deras bröllop inkluderade en Bibelläsning av Vances "bästa vän", Jamil Jivani, och bruden och brudgummen välsignades av en hinduisk pandit. Usha arbetade som rättsligt biträde i ett år för Brett Kavanaugh, som då var domare vid appellationsdomstolen i Washington, och arbetade sedan i ett år som biträde åt chefsdomaren i USA:s högsta domstol, John Roberts.
Vance växte upp i en "konservativ, evangelisk" gren av protestantism. I september 2016 var han "inte en aktiv deltagare" i någon särskild kristen trosriktning, men han "tänkte mycket seriöst på att konvertera till katolicismen". I augusti 2019 blev Vance döpt och konfirmerad i den katolska kyrkan vid en ceremoni vid St. Gertrude Priory i Cincinnati, Ohio. Han valde Augustinus av Hippo som sitt konfirmationshelgon. Vance sade att han konverterade eftersom han "blev övertygad med tiden om att katolicismen var sann [...] och Augustinus gav mig ett sätt att förstå den kristna tron på ett starkt intellektuellt sätt", och han beskrev vidare att katolsk teologi överensstämde med hans politiska åsikter. Vance blev påverkad att konvertera till katolicismen av Peter Thiel.

### Tidig karriär
Efter att ha tagit examen från juristutbildningen arbetade Vance för den republikanske senatorn John Cornyn. Han tjänstgjorde under ett år som rättsnotarie för domare David Bunning vid domstolen för östra distriktet i Kentucky, och arbetade därefter på advokatbyrån Sidley Austin, där han inledde en kort karriär som företagsjurist. Efter att ha arbetat som jurist i knappt två år flyttade Vance till San Francisco för att arbeta inom teknikindustrin som riskkapitalist.
I juni 2016 publicerade Vance sin bok Hillbilly Elegy: A Memoir of a Family and Culture in Crisis. Memoaren beskriver appalachiakulturen och de socioekonomiska problem som präglade Vances uppväxt i en småstad. Hillbilly Elegy låg på The New York Times Best Seller-listan under 2016 och 2017. The New York Times listade boken som en av "6 böcker som hjälper dig att förstå Trumps valseger", och Vance profilerades av The Washington Post, som beskrev honom som "Rostbältets röst".
I The New Republic kritiserade Sarah Jones Vance som "den liberala medians favorit till white trash–förklarare" och en "falsk profet för blue America", och beskrev boken som "lite mer än en lista av myter om welfare queens". Hillbilly Elegys framgång bidrog till att föra Vance i kontakt med sociala eliter, och han började skriva för The New York Times. Vance har senare sagt att hans möten med sociala eliter under denna tid, särskilt deras upplevda förakt för "de människor han växte upp med", bidrog till att forma hans senare åsikter.

### Senare karriär
År 2017 anslöt sig Vance till Revolution LLC, ett investeringsföretag grundat av Steve Case. Vance ansvarade för att expandera initiativet "Rise of the Rest", som fokuserar på att öka investeringar i underbetjänade regioner utanför Silicon Valley och New York City. Vance var CNN-kommentator under 2017 och 2018. I april 2017 meddelades det att Ron Howard skulle regissera filmversionen av Hillbilly Elegy, som hade premiär i utvalda biografer den 11 november 2020 och släpptes för streaming på Netflix.
År 2019 var Vance rådgivare för With Honor Fund, en insamling som hjälper veteraner att ställa upp i val.
Mellan 2020 och 2023 satt han i rådgivande styrelsen för American Moment, en organisation för nätverkande och utbildning av unga konservativa, som är kopplad till Project 2025.

## Our Ohio Renewal

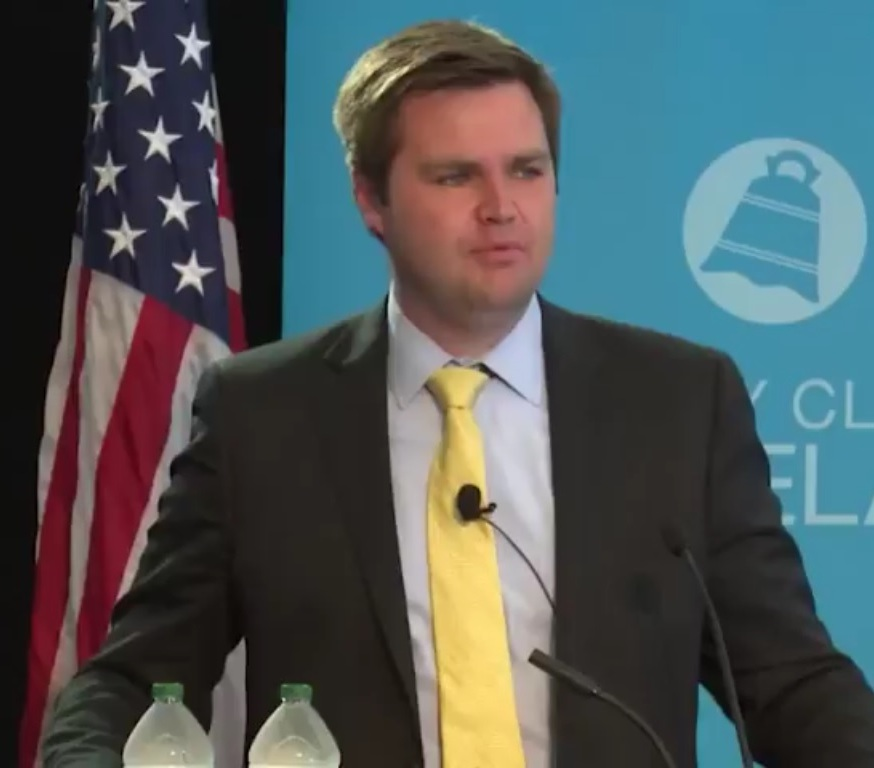
Vance talar vid City Club of Cleveland, maj 2017

I december 2016 meddelade Vance att han planerade att flytta till Ohio och övervägde att starta en ideell organisation eller ställa upp i ett politiskt val. I Ohio grundade han Our Ohio Renewal, en organisation som fokuserade på utbildning, missbruk och andra "sociala problem" som han nämnde i sin memoar. Enligt en arkiverad kopia av organisationens webbplats från 2017 bestod rådgivande styrelsen av Keith Humphreys, Jamil Jivani, Yuval Levin och Sally Satel. Enligt en webbplatskopia från 2020 behölls dessa positioner under organisationens existens.
Our Ohio Renewal stängdes 2021 efter dåliga framgångar. Enligt Jivani, organisationens juridiska och policyansvarige, påverkades dess arbete negativt av en medarbetares diagnostisering av lymfom. Organisationen samlade in cirka 221 000 dollar under 2017, inklusive 80 000 dollar från Vance själv, och använde huvuddelen av intäkterna till administrationskostnader och resor. Under efterföljande år samlade organisationen in mindre än 50 000 dollar.
Under Vances kampanj för USA:s senat 2022 kritiserade demokraten Tim Ryan, som också kandiderade, välgörenhetsorganisationen Our Ohio Renewal och hävdade att den fungerade som ett verktyg för Vances politiska ambitioner. Ryan pekade på rapporter om att organisationen betalade en politisk rådgivare till Vance och genomförde opinionsundersökningar, samtidigt som dess insatser för att bekämpa beroendeproblematik ansågs vara otillräckliga. Vance förnekade dessa anklagelser.
Välgörenhetsorganisationens webbplats lades ut till försäljning i april 2021. I augusti 2022 skapade Ohios demokratiska parti en webbplats med namnet Our Ohio Ripoff, som under en period skickade användare från Renewal till Ripoff.
Enligt skattdeklarationer från organisationens första verksamhetsår spenderade den över 63 000 dollar på "administrativa tjänster" från dess verkställande direktör Jai Chabria, som även var Vances främsta politiska rådgivare. Summan översteg de belopp som användes för att bekämpa missbruk. Organisationen bildade också en ideell stiftelse, Our Ohio Renewal Foundation, som samlade in cirka 69 000 dollar mellan 2017 och 2023 men spenderade inte några medel fram till 2019.

## USA:s senat (2023–2025)

### Valkampanj till senaten
I början av 2018 övervägde Vance att ställa upp i valet till senat mot Sherrod Brown, men han gjorde det inte. I mars 2021 gav Peter Thiel 10 miljoner dollar till Protect Ohio Values, en insamling som skapades i februari för att stödja en potentiell Vance-kandidatur. Robert Mercer gav också ett obekant belopp. I april uttryckte Vance intresse för att kandidera för den senatsplats som skulle lämnas av Rob Portman.

Valresultatet i Ohio, 2022

Vance meddelade sin kandidatur till senaten i Ohio den 1 juli 2021. Den 3 maj 2022 vann han det republikanska primärvalet med 32% av rösterna, och besegrade flera kandidater, inklusive Josh Mandel (23%) och Matt Dolan (22%). Den 8 november, i det allmänna valet, besegrade Vance Demokraternas kandidat Tim Ryan med 53% av rösterna mot Ryans 47%. Denna röstandel ansågs vara ett stort underpresterande jämfört med andra republikanska kandidater i Ohio, särskilt i det samtidigt hållna guvernörsvalet. Vance hade tidigare ofta stavat sitt namn med punkter efter sina initialer ("J.D.") — inklusive i publikationen av Hillbilly Elegy — men efter att ha blivit kandidat för ett ämbete tog han bort punkterna ("JD").

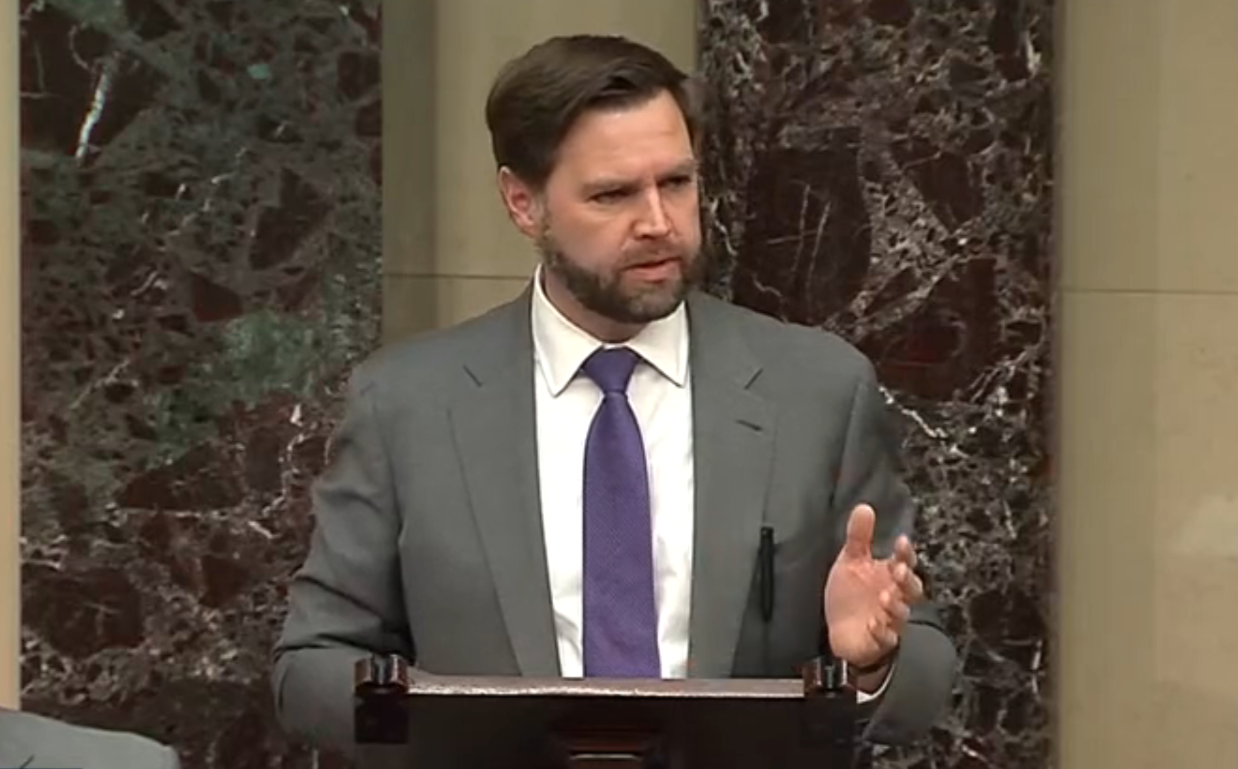
Vance i senaten, december 2023

### Mandatperiod i senaten
Den 3 januari 2023 svors Vance in som medlem av kongressen i USA. Data från mitten av juli 2024 visade att han hade hållit 45 tal i senaten och sponsrat 57 lagförslag, varav inget hade godkänts av senaten. Vance hade också varit medförfattare till 288 lagförslag, varav två gick igenom både senaten och representanthuset, men blev vetoröstat av president Biden.
Vance kritiserade Biden-administrationen för vad han såg som svaga ståndpunkter i frågor som Israel–Palestina-konflikten och Ohios intressen.
I juli 2023 introducerade Vance och representant Marjorie Taylor Greene lagstiftning som skulle ha gjort könsbekräftande vård för minderåriga till ett federalt brott, med straff på upp till 12 års fängelse. I juni 2024 sponsrade Vance Dismantle DEI Act, som skulle förbjuda federal mångfald, jämlikhet och inkludering-program och finansiering för myndigheter, entreprenörer och organisationer som mottar federala medel. Vance var inte närvarande vid några senatsomröstningar under sin vicepresidentkampanj. Vance avgick från senaten vid midnatt den 10 januari 2025 i väntan på sin installation som den 50:e vicepresidenten den 20 januari 2025.

## Presidentvalet 2024

### Valkampanj till vicepresidentskapet
Den 31 januari 2023 gav Vance sitt stöd till den tidigare presidenten Donald Trump i 2024 års republikanska primärval för presidentkandidaturen. Den 15 juli 2024, den första dagen av Republikanska nationalkonventet, meddelade Trump på Truth Social att han hade valt Vance som sin vicepresidentkandidat. Den 17 juli, den tredje dagen av konventet, accepterade Vance nomineringen att bli Trumps vicepresidentkandidat.
Trumps två äldsta söner, Donald Trump Jr. och Eric Trump, förespråkade att deras far skulle välja Vance. Flera medie- och branschpersoner sägs ha lobbat för att Vance skulle vara med på valsedeln, bland andra Elon Musk, Tucker Carlson och Peter Thiel, som först introducerade Trump för Vance 2021. Heritage Foundation, som utarbetade Project 2025, förespråkade privat att Vance skulle vara Trumps vicepresidentval. Musk svarade på Trumps val av vicepresidentkandidat några timmar efter meddelandet, och sa att valsedeln "resonerar med seger". David Sacks, en framstående GOP-donator och riskkapitalist från Silicon Valley, skrev på X: "Det här är den jag vill ha vid Trumps sida: en amerikansk patriot." År 2022 gav Sacks 900 000 dollar till en insamling som stödde Vances kampanj till senaten, och Peter Thiel bidrog med 15 miljoner dollar. Det rapporterades initialt att Elon Musk skulle bidra med 45 miljoner dollar per månad till Trump-Vance kampanjen, men Musk sa senare att han planerade att donera ett "mycket lägre belopp".
Den 15 maj 2024 deltog Trump i en privat insamlingsmiddag i Cincinnati där biljetterna kostade 50 000 dollar per person, tillsammans med Vance. Gäster vid evenemanget inkluderade Chris Bortz och den republikanska insamlingsansvarige Nate Morris. Vance deltog i viktiga konservativa politiska evenemang och i juni beskrevs han som en potentiell vicepresidentkandidat för Trump. I juli avslöjade en tidigare vän till Vance från Yale Law School för medierna meddelanden mellan dem och Vance från 2014 till 2017, där vännen påstod att Vance har "ändrat sin åsikt om bokstavligen varje tänkbar fråga som påverkar vardagliga amerikaner" i jakten på "politisk makt och rikedom".

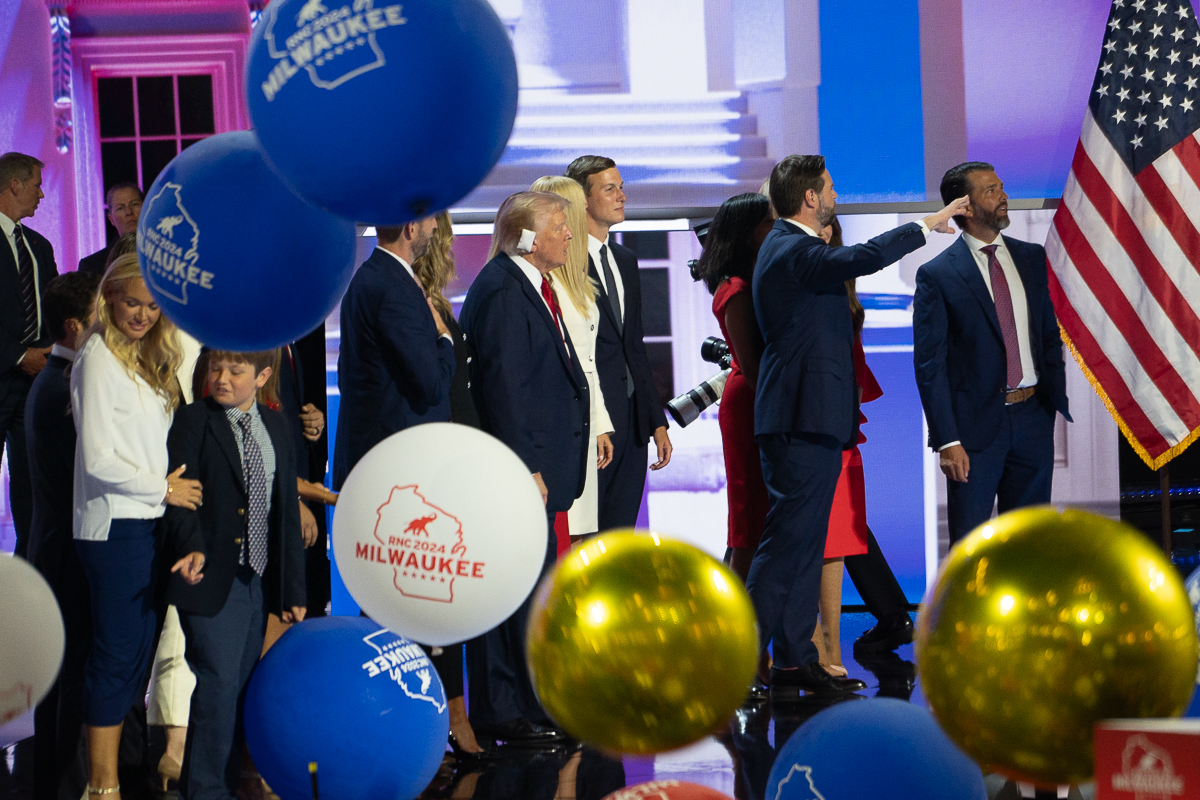
Trump, Vance, och deras familjer på det Republikanska nationalkonventet

I slutet av juli 2024, efter att presidenten Joe Biden drog tillbaka sin kandidatur för omval och vicepresident Kamala Harris blev en presidentkandidat, sa Vance på en privat insamlingsmiddag att "den dåliga nyheten är att Kamala Harris inte har samma historia som Joe Biden... Kamala Harris kämpar uppenbarligen inte på samma sätt som Joe Biden gjorde"; en dag senare sa Vance till medierna: "Jag tror inte att den politiska kalkylen förändras alls" om Harris eller Biden var den demokratiska kandidaten. Efter kritik av sina tidigare kommentarer och politiska ståndpunkter, sa Vance i en intervju i augusti 2024 att en vicepresident "inte spelar så stor roll" och att "Kamala Harris har varit en dålig vicepresident". Detta kom efter att Trump sagt att "vicepresidenten, när det gäller valet, inte har någon betydelse". I slutet av augusti, efter att Trumps kampanj var inblandad i kontroverser för att ha tagit med kameror i ett restriktionsområde på Arlington National Cemetery under Trumps besök där, sa Vance först att Harris "kan gå till helvete" eftersom "hon vill hacka på Donald Trump för att han dök upp", och sade sedan "Gör inte det här falska upprördhetsspelet".

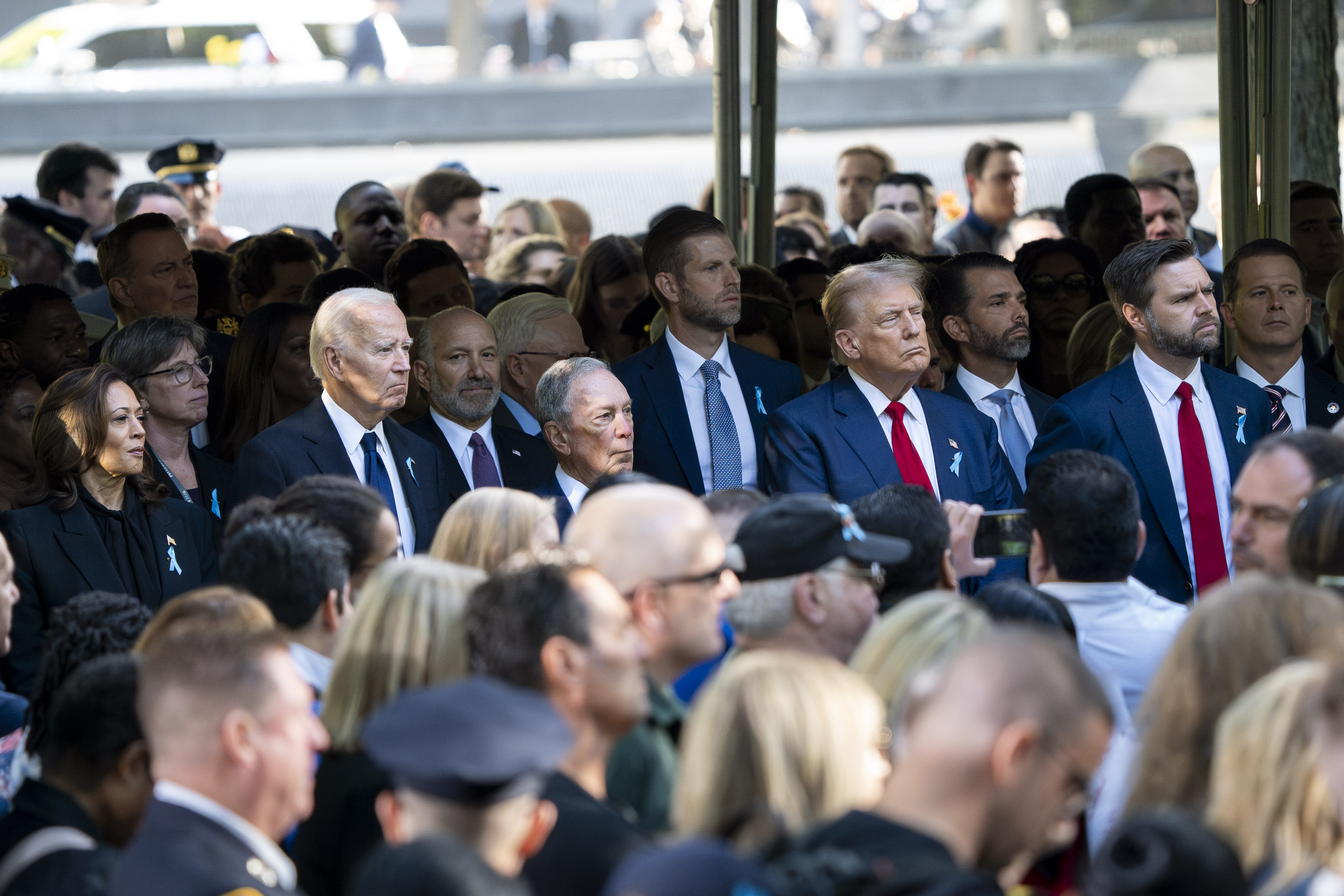
Vance, Trump, den tidigare borgmästaren i New York Bloomberg, president Biden, och vicepresident Harris vid National September 11 Memorial-evenemanget i New York City den 11 september 2024

Samma månad sa Vance att Trump "tydligt sa att han skulle" lägga sitt veto mot ett nationellt abortförbud. I september 2024, under sin debatt med Harris, blev Trump tillfrågad om Vances uttalande om vetot och svarade: "Jag diskuterade inte det med JD... Jag tror att han talade för mig—men jag gjorde det egentligen inte."
I slutet av september 2024 talade Vance vid ett event i Pennsylvania som organiserades av Lance Wallnau, som har främjat konspirationsteorier om valfusk i presidentvalet 2020 och beskrivit den demokratiska presidentkandidaten Kamala Harris som ett "demon". I oktober 2024 sa Vance att han inte trodde att Trump förlorade presidentvalet 2020, och att han trodde "Big Tech riggade valet" genom censur.

## USA:s vicepresident (2025– )

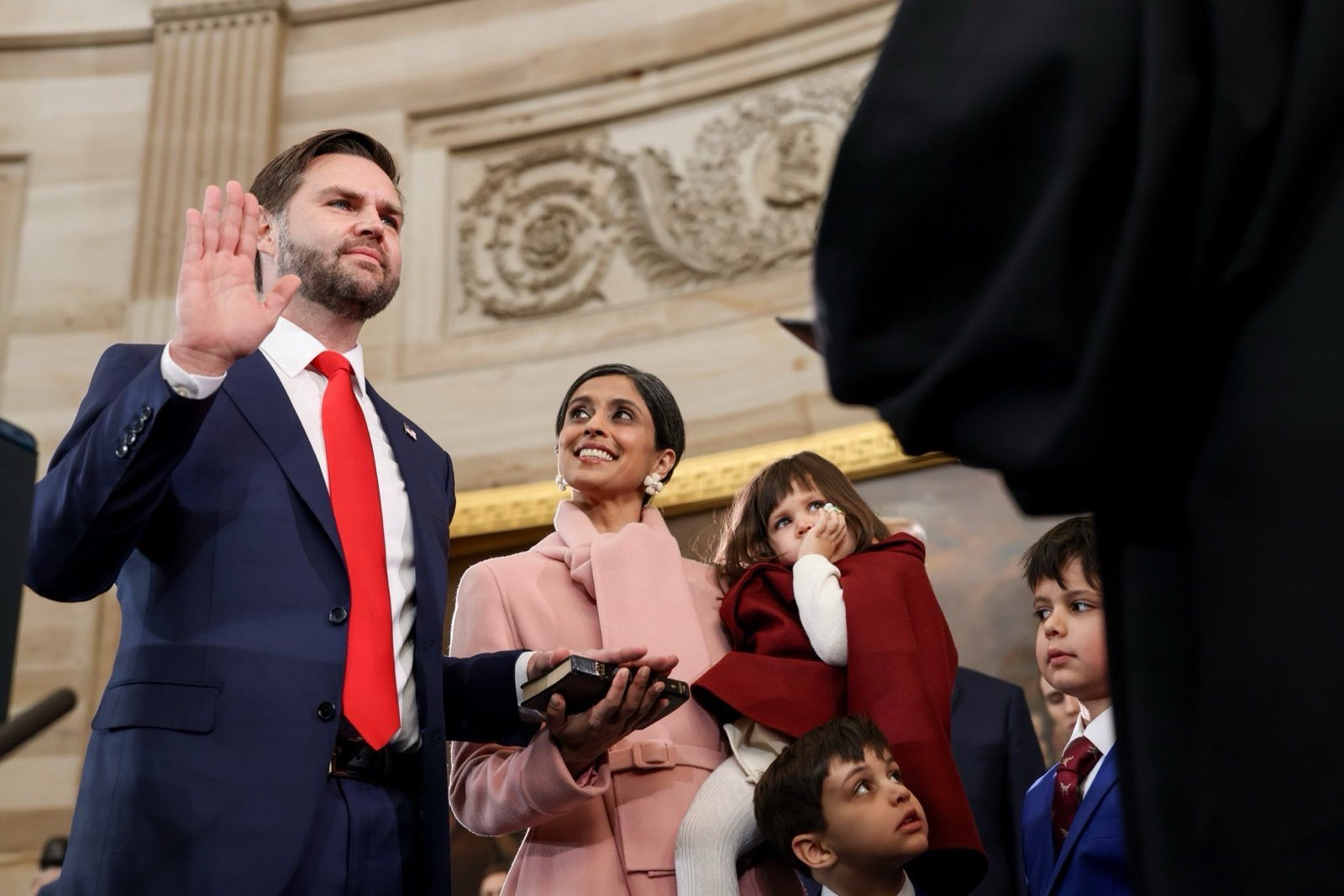
J.D. Vance svär vicepresidenteden den 20 januari 2025